# اچ‌ام‌اس فینکس (۱۷۵۹)
اچ‌ام‌اس فینکس (۱۷۵۹) (به انگلیسی: HMS Phoenix (1759)) یک کشتی بود که طول آن ۱۴۰ فوت ۹ اینچ (۴۲٫۹۰ متر) بود. این کشتی در سال ۱۷۵۹ ساخته شد.